# Israel en los Juegos Paralímpicos de Pekín 2022
Israel estuvo representado en los Juegos Paralímpicos de Pekín 2022 por una deportista femenina. El equipo paralímpico israelí no obtuvo ninguna medalla en estos Juegos.